# Ленінський (Желєзногорський район)
Ленінський (рос. Ленинский) — селище в Желєзногорському районі Курської області Російської Федерації.
Населення становить 47 осіб. Входить до складу муніципального утворення Михайлівська сільрада.

## Історія
Населений пункт розташований на території українського етнічного та культурного краю Східна Слобожанщина.
Від 2004 року входить до складу муніципального утворення Михайлівська сільрада.

## Населення
| 1979 | 2002 | 2010 |
| ---- | ---- | ---- |
| 45   | ↘43  | ↗47  |